# Беляев, Василий Александрович
Василий Александрович Беля́ев (1918—1994) — полковник Советской Армии, участник Великой Отечественной войны. Герой Советского Союза (1945).

## Биография
Василий Беляев родился 19 марта 1918 года в селе Архангельское (ныне — Верхнехавского района Воронежской области) в семье крестьянина. После окончания педагогического техникума в городе Усмань Липецкой области работал учителем, затем заведующим начальной школой. В 1939 году был призван на службу в Рабоче-крестьянскую Красную Армию. С начала Великой Отечественной войны на фронте. В 1943 году вступил в ВКП(б). В 1944 году Беляев окончил Сталинградское артиллерийское училище. К апрелю 1945 года гвардии младший лейтенант Василий Беляев командовал огневым взводом артбатареи 61-го гвардейского стрелкового полка 19-й гвардейской стрелковой дивизии 39-й армии 3-го Белорусского фронта. Отличился во время боёв в Восточной Пруссии.
13 апреля 1945 года стрелковые батальоны после нескольких попыток прорыва сумели ворваться в деревню Коркенен, в чём им активно содействовали полковые артиллеристы, среди которых был и Беляев. Выкатывая орудия на прямую наводку, они в упор уничтожали огневые точки противника. Перетащив орудия через небольшую реку, артиллеристы огневого взвода Беляева, несмотря на пулемётный огонь противника, уничтожили два пулемёта и орудие с тягачом. Когда один из расчётов погиб в полном составе, Беляев лично встал за панораму и огнём уничтожил орудие и два пулемёта, а затем метким огнём вынудил сдаться в плен экипаж немецкого бронепоезда.
Указом Президиума Верховного Совета СССР от 29 июня 1945 года за «образцовое выполнение боевых заданий командования на фронте борьбы с немецко-фашистскими захватчиками и проявленные при этом мужество и героизм» гвардии младший лейтенант Василий Беляев был удостоен высокого звания Героя Советского Союза с вручением ордена Ленина и медали «Золотая Звезда» за номером 3786.
После окончания войны Беляев продолжил службу в Советской Армии. В 1950 году он окончил курсы усовершенствования офицерского состава. В 1965 году в звании полковника Беляев был уволен в запас. Проживал в Воронеже, работал старшим инструктором Воронежского областного комитета ДОСААФ.
Умер 2 июля 1994 года, похоронен на Коминтерновском кладбище в Воронеже.
Был также награждён двумя орденами Отечественной войны 1-й степени и тремя орденами Красной Звезды, а также рядом медалей. В годы Советской власти в честь Героя были названы пионерские дружины Архангельской средней школы и школы № 32 города Томска. Также в его честь названа улица в родном селе Беляева.

## В воспоминаниях современников
Батальонам 61-го гвардейского стрелкового полка 19-й гвардейской стрелковой дивизии пришлось несколько раз подниматься в атаку, пока им удалось ворваться в деревню Коркинен. Их успеху содействовали полковые артиллеристы, которые хладнокровно выкатывали свои пушки на прямую наводку и в упор расстреливали фашистские огневые точки. Особенно отличился в этом бою взвод младшего лейтенанта В. А. Беляева. Артиллеристы под пулемётным огнём перетащили свои орудия через речушку и расстреляли пушку и два пулемёта врага, мешавшие продвижению пехоты. Когда один расчёт полностью погиб, командир сам встал за панораму и снайперским огнём заставил замолчать ещё одно орудие и два внезапно оживших пулемёта. Василий Александрович Беляев за этот и другие выдающиеся подвиги был удостоен звания Героя Советского Союза.
— Герой Советского Союза  Маршал Советского Союза   Баграмян И.Х.  Так  шли мы к победе. -  М: Воениздат, 1977.- С.580,581.